# ۱۸۶۶
۱۸۶۶ (میلادی) هزار و هشتصد و شصت و ششمین سال تقویم میلادی است.

## مناسبت‌ها
- اولین مستعمره نشین انگلیسی به نام تانزویل در استرالیا بنیان گذاشته شد.

## رویدادها
تاسیس ورزش فوتبال

## زادگان
- ۲۹ ژانویه - رومن رولان، نویسندهٔ فرانسوی
- ۱۷ مه - اریک ساتی، آهنگساز فرانسوی
- ۱۱ نوامبر - آنتوان میه، زبان‌شناس فرانسوی
- ۱۲ نوامبر - سون یات سن، سیاستمدار و انقلابی چینی
- ۲۸ نوامبر - هنری بیکن، معمار آمریکایی
- ۱۶ دسامبر - واسیلی کاندینسکی، نقاش روسی
- ۲ فوریه – انریکه سیمونت، نقاش اسپانیایی (د. ۱۹۲۷)
- ۱۴ آوریل – آن سالیوان، معلم آمریکایی (د. ۱۹۳۶)
- ۶ ژوئیه – شارل مانژن، سرباز فرانسوی (د. ۱۹۲۵)
- ۸ اوت – ماتیو هنسون، نویسنده و کاشف آمریکایی (د. ۱۹۵۵)
- ۱۲ اکتبر – رمزی مک‌دونالد، سیاست‌مدار بریتانیایی (د. ۱۹۳۷)
- ۱۲ دسامبر – آلفرد ورنر، شیمی‌دان سوئیسی (د. ۱۹۱۹)

## درگذشتگان
- ۳۱ ژانویه – فریدریش روکرت، شاعر و نویسنده آلمانی (ز. ۱۷۸۸)
- ۲۸ مارس – سولومون فوت، سیاست‌مدار و وکیل آمریکایی (ز. ۱۸۰۲)
- ۲۰ ژوئیه – برنهارت ریمان، ریاضی‌دان آلمانی (ز. ۱۸۲۶)
- ۲۹ مه – وینفیلد اسکات، افسر آمریکایی (ز. ۱۷۸۶)